# Shahrestān-e Māneh va Samalqān
Shahrestān-e Māneh va Samalqān (persiska: شهرستان مانه و سملقان) är en shahrestan, delprovins, i Iran.   Den ligger i provinsen Nordkhorasan, i den nordöstra delen av landet, 500 km öster om huvudstaden Teheran.
Delprovinsen hade 101 727 invånare 2016.